# Espiral

Una espiral logarítmica.

Una espiral es una línea curva generada por un punto que se va alejando  progresivamente del centro a la vez que gira alrededor de él. Normalmente se define con una función que depende de dos valores: el ángulo del punto respecto a un eje de referencia, y la distancia desde este punto al centro, situado en el vértice del ángulo.

## En la cultura popular
En el video musical del aniversario 20 de Cartoon Network, hay una parte en que Arcoiris de Adventure Time se envuelve en una larga espiral de Arquímedes en el cielo mientras está durmiendo en un mundo en blanco y negro.

## Diferencias entre espiral y hélice

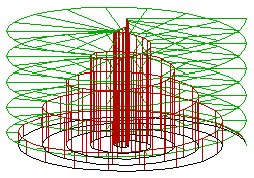
Imagen de una espiral arquimediana (negra), junto con una hélice cónica (roja) y una hélice cilíndrica (verde). En el caso de la hélice cónica, esta puede entenderse como una espiral tridimensional.

«Espiral» y «hélice» son dos vocablos que se confunden fácilmente. Una espiral suele ser plana (como el surco de un disco de vinilo). Una hélice, en cambio, siempre es tridimensional: es una línea curva continua, con pendiente finita y no nula, que gira alrededor de un cilindro, un cono o una esfera, avanzando en las tres dimensiones (como el borde de un tornillo). 

## Espirales bidimensionales
Las espirales bidimensionales más conocidas son:

La espiral de Arquímedes: r = a + bθ
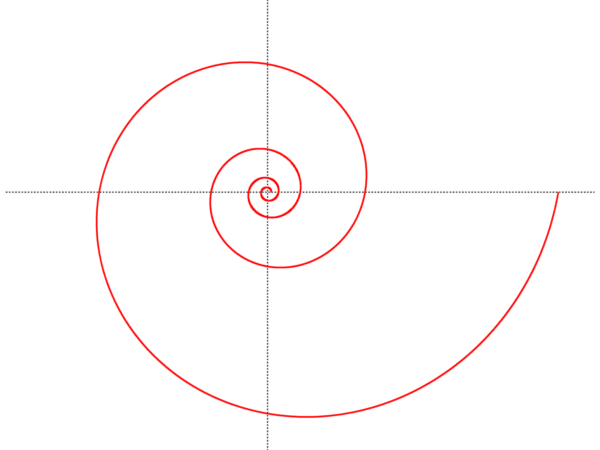
La espiral clotoide
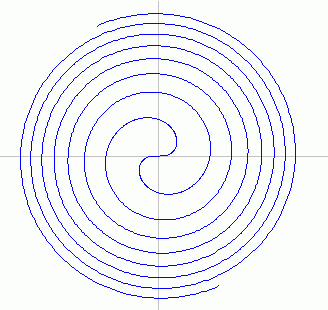
La espiral de Fermat: r = θ1/2
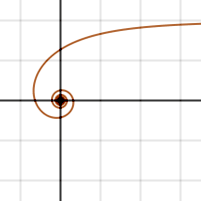
La espiral hiperbólica: r = a/θ
- La espiral logarítmica: {\displaystyle \theta =\log _{b}(r/a)\,}  - Espiral de Arquímedes
  - Espiral logarítmica
  - Espiral de Fermat
  - espiral hiperbólica

## Espirales tridimensionales

La hélice esférica o espiral esférica de infinitas revoluciones.

Para la creación de espirales tridimensionales se introduce una variable más en la función de la espiral, cuyo valor es el de una función continua y de monotonía repetitiva que depende del ángulo.

### La hélice esférica o espiral esférica
Una hélice esférica, también llamada espiral esférica, es la curva que describiría un «barco ideal» viajando desde un polo hasta el otro polo de la Tierra, manteniendo una misma pendiente finita no nula. La hélice tendría un número infinito de revoluciones, con la distancia entre ellas cada vez menor a medida que se acercara a los polos.
La única forma de evitar dar vueltas indefinidamente en una hélice esférica es que esta fuera arquimediana; es decir, que la pendiente del barco se ajustara a la necesaria para que la función de dicha hélice coincidiera con la de la espiral arquimediana sobre la esfera.

## La espiral como símbolo

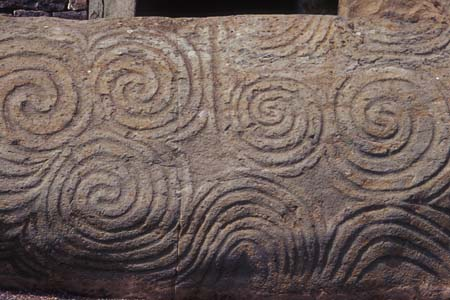
Triple espiral de origen celta en una jamba de tumba de túmulo.

La espiral es uno de los símbolos más antiguos y se encuentra en todos los continentes, habiendo jugado un papel fundamental en el simbolismo desde su aparición en el arte megalítico.
Parece que en muchos lugares representaba el ciclo «nacimiento-muerte-renacimiento» así como al Sol, que se creía seguía ese mismo ciclo, naciendo cada mañana, muriendo cada noche y renaciendo a la mañana siguiente.
Actualmente, la espiral también es empleada como símbolo para representar el pensamiento cíclico, en diversas propuestas filosóficas, espirituales, estéticas y tecnológicas, por lo que puede hablarse en rigor de cierto espiralismo o concepción espiralista, como refleja el arte del escultor canario Martín Chirino o el pintor cubano Ángel Laborde Wilson.

## Las espirales en la Naturaleza

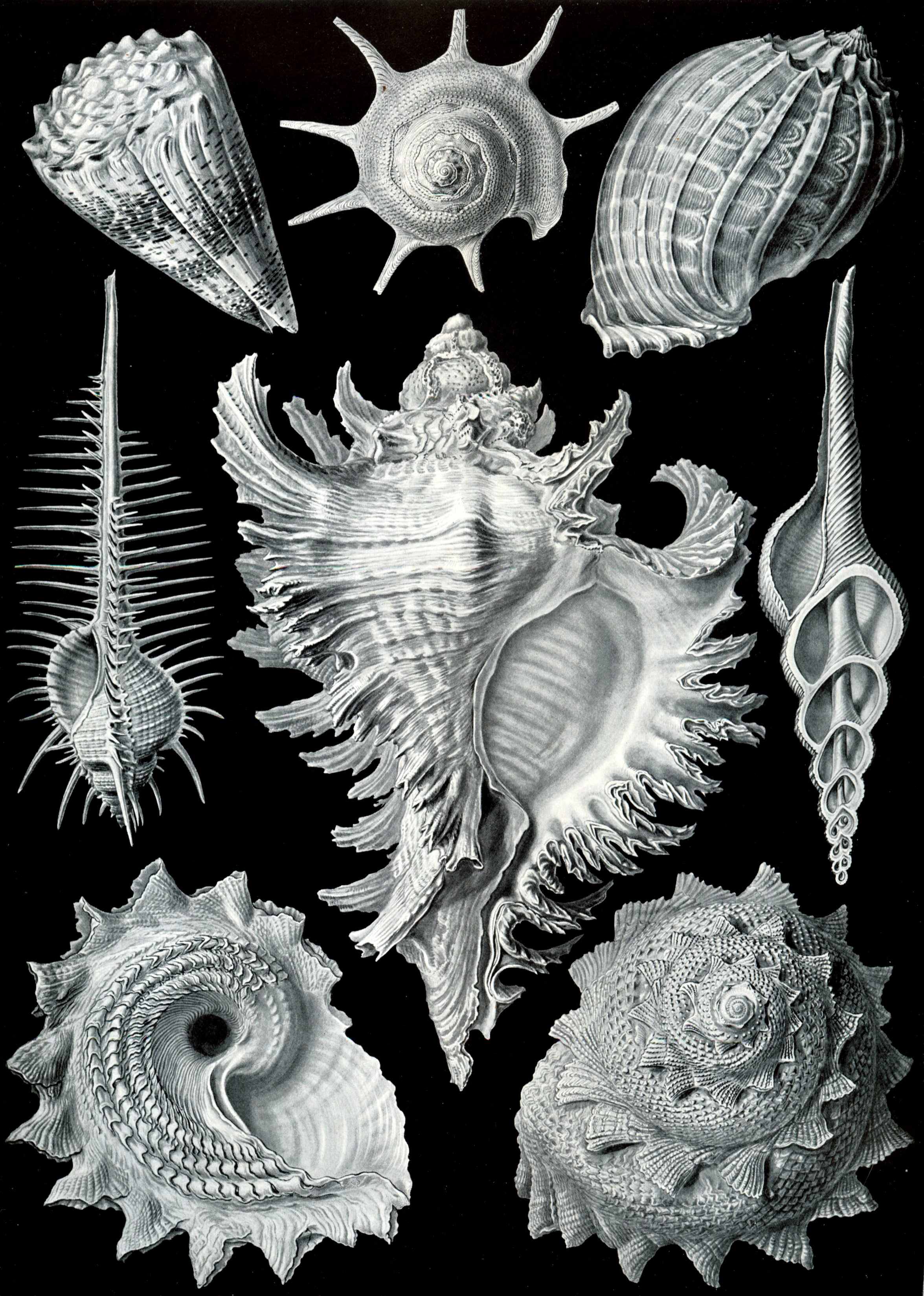
Dibujo de los Prosobranchia, de Ernst Haeckel.

El estudio de las espirales en la naturaleza tiene una larga historia que se remonta a Christopher Wren, quien observó que muchas conchas animales formaban una espiral logarítmica. Jan Swammerdam observó las características comunes de un amplio abanico de conchas, desde la  Helix hasta la Spirula, y Henry Nottidge Moseley describió la geometría de las conchas de los Gastropoda. En Sobre el crecimiento y la forma, D'Arcy Wentworth Thompson examina exhaustivamente estas espirales. Describe cómo las conchas se forman siguiendo una curva que rota en torno a un eje, de modo que la forma de la curva permanece constante pero su tamaño aumenta en progresión geométrica. En algunas conchas como nautilus y las amonites la curva generatriz gira en un plano perpendicular al eje y la concha se conforma como figura discoidal plana. En otras sigue un patrón espacial, con forma de hélice. Thompson también estudió la aparición de espirales en la anatomía de diversos cuernos, pelambres, dientes, uñas y algunas plantas.
La isla de Célebes, en el Pacífico, nos da una idea de figura en espiral.